# Grote-Spouwen
Grote-Spouwen (Limburgs: Groeëte-Spaan) is een dorp in het zuiden (Haspengouw) van de Belgische provincie Limburg en een deelgemeente van de stad Bilzen-Hoeselt, het was een zelfstandige gemeente tot aan de gemeentelijke herindeling van 1971. Ten zuidwesten van de dorpskern bevindt zich het gehucht Weert.

## Etymologie
Grote-Spouwen werd voor het eerst vermeld in 1181, en wel als Spalden, dat afgescheiden stuk grond betekent.

## Geschiedenis

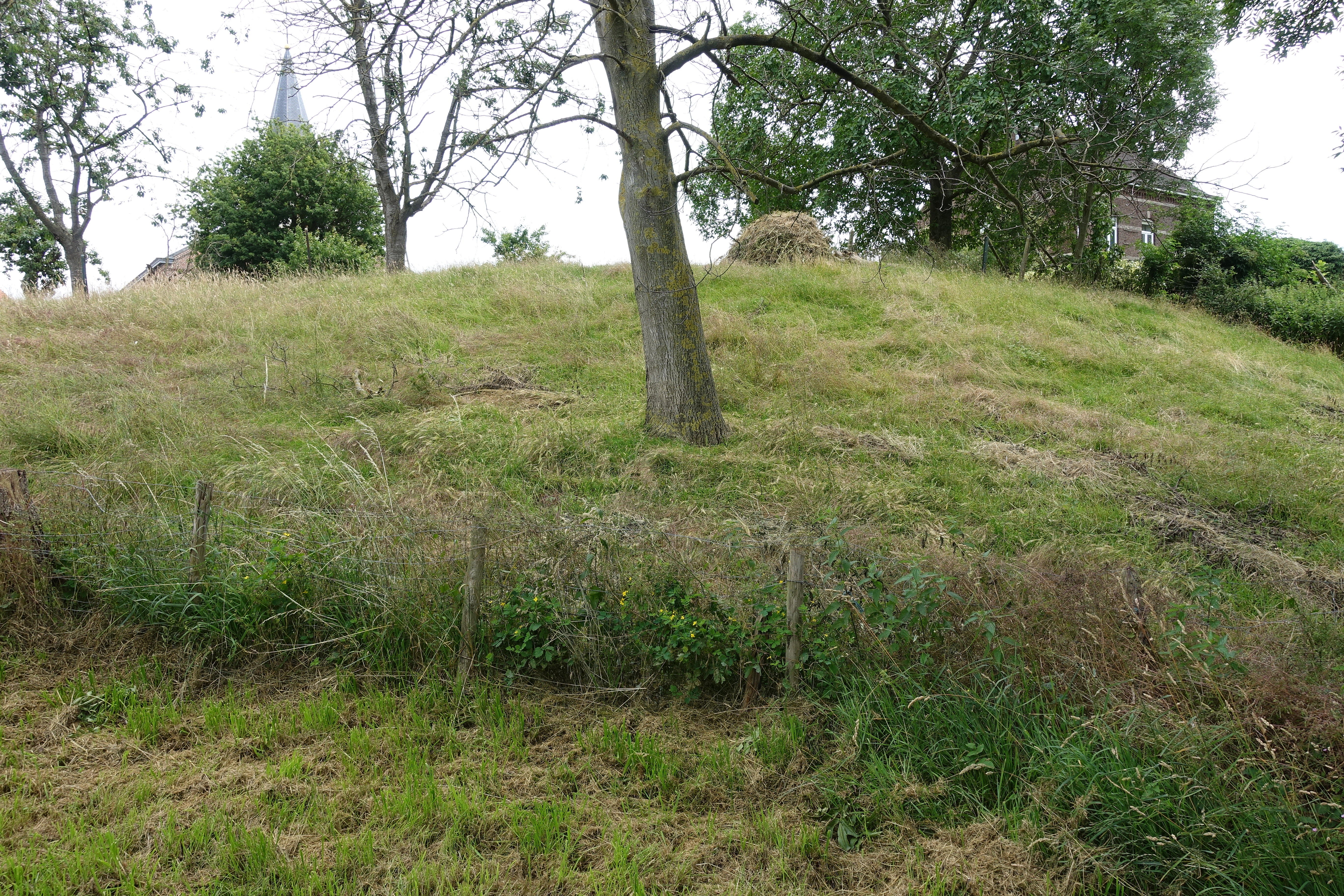
Motte bij de kerk, opgehoogd in 12de eeuw en archeologische vindplaats wijzend op bewoning in oudere tijden

Getuigen van oude bewoning zijn de archeologische vondsten bij de kerk uit de bandkeramische cultuur, de ijzertijd, Gallo-Romeinse periode en de Middeleeuwen. Zo werden paalsporen van een hut uit de ijzertijd aangetroffen. Een ophoging van de heuvel in 12de eeuw wijst op op een middeleeuwse motte. In de 18e eeuw werd een tumulus afgegraven nabij de Kathedraalwinning. Ook werden resten van een centuratio ontdekt.
Grote-Spouwen en Kleine-Spouwen vormden aanvankelijk het allodium Spalden, dat omstreeks 1100 een leen werd van het graafschap Loon. Vanaf de 13e eeuw tot aan de Franse Revolutie vormden Grote-Spouwen en Gors-Opleeuw samen een leen, eerst in handen van de familie Van Gelinden (14e en 15e eeuw), daarna van de families Vanden Bosch (1468-1538, 1617-1649), Van Mopertingen (vanaf 1538), Van Bodbergen (vanaf 1649) en De Copis (vanaf 1701).
Grote-Spouwen bezat een van de oudste rechtbanken van de streek. Men volgde hier de Luikse rechtspraak en de doodstraf kon er uitgesproken worden.
Het patronaatsrecht en het tiendrecht van de Sint-Lambertusparochie waren in handen van de Abdij van Hocht.
Het dorp was een zelfstandige gemeente vanaf 1795 tot in 1970 toen het samen met Kleine-Spouwen en Rijkhoven samengevoegd werd tot de nieuwe gemeente Spouwen. Op dat moment werd het gehucht Klein-Membruggen afgestaan aan de gemeente Elderen. Spouwen verloor op haar beurt in 1977 haar zelfstandigheid en werd gefusioneerd met Bilzen.
In november 2019 werd in Grote Spouwen een leegstaand gebouw dat als asielzoekerscentrum zou worden ingericht in brand gestoken.

## Bezienswaardigheden

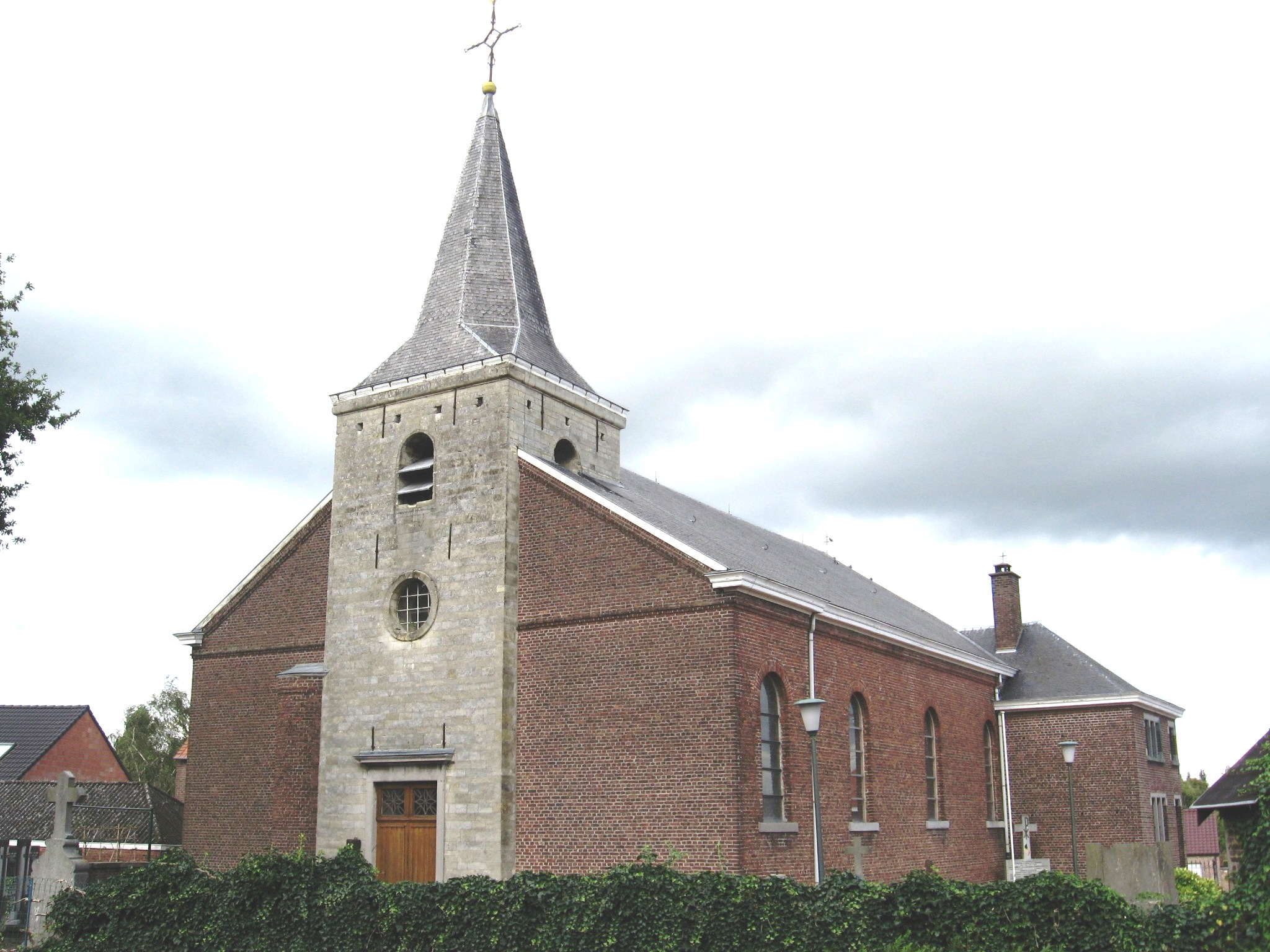
De Sint-Lambertuskerk

- De classicistische Sint-Lambertuskerk uit 1772 met gotische kerktoren uit de 13e eeuw
- Grote-Spouwen kent een aantal vierkantshoeven, waarvan bij sommige de kern teruggaat tot de 17e of de 18e eeuw, waaronder:
  - De Franse Winning waar eertijds het gerechtshof gevestigd was, aan Grote-Spouwenstraat 1.
  - De Schaliewinning, aan Papestraat 10, met een woonhuis dat teruggaat tot de 17e eeuw, zo genoemd vanwege het hoge, met leien beklede dak. Mogelijk was dit een vroeger bezit van de Landcommanderij van Alden Biesen.
  - De Kathedraalwinning of Blondeswinning, aan Sapstraat 25, met 17e-eeuwse kern
  - De Hochtwinning, aan Pastorijstraat 22, oorspronkelijk uit 1727 en 1731, en bezit geweest van de Abdij van Hocht. De trapgevel werd verwoest, waarna het gebouw een moderne gevel kreeg. Een gevelsteen, voorzien van het wapenschild van Theresa van Leefdaal en de spreuk: Dominus fortitudo me, werd opnieuw ingemetseld, aan de pas gerestaureerde kerkhofmuur in 2011 tegenover de afgebroken winning waar thans een woonkern is gebouwd met de straatnaam "Akkerhof".
- In de kerkhofmuur werd ook een blazoensteen ingemetseld (2011) met het familiewapen van Claire-Scholastika de Warnant en daarop het jaartal 1731. Zij was abdis van de adellijke vrouwenabdij van Hocht (bij Lanaken). Oorspronkelijk behoorde de steen bij het Monnikenhof, tegenover de kerk. Een gelijkaardige steen bevindt zich onder de kerktoren, rechts van de ingang, met jaartal 1727.De abdis liet beide stenen kappen ter gelegenheid van onderhoudswerken die de abdij liet uitvoeren.

Vanaf 1622 werd Willem Hardy uit Herderen pachter van het Monnikenhof.
- De Sint-Rochuskapel, een betreedbaar kapelletje aan de Grammestraat, zou oorspronkelijk uit 1744 stammen, maar komt op de Ferrariskaarten niet voor. Ze werd ingrijpend gerestaureerd.

## Natuur en landschap
Grote-Spouwen ligt in droog-Haspengouw, op een hoogte van 72 tot 112 meter. Het is een open landschap, vooral in gebruik door de landbouw en de fruitteelt. Bij Weert vindt men nog het Weerterbosje, een oud hellingbos.
Het Kalverpad, in 1996 aangelegd en vernoemd naar de bijnaam van de Spouwenaars, is een gemarkeerde wandeling door de omgeving van Grote-Spouwen, welke ook het Weerterbosje en het nabijgelegen natuurreservaat Molenbeemd aandoet. Het pad voert ook langs holle wegen, heggen en dergelijke.

## Demografische ontwikkeling
- Bronnen: NIS, Opm:1831 t/m 1970=volkstellingen
- 1971:afstand van het gehucht Klein-Membruggen (83 inwoners) aan Elderen

## Nabijgelegen kernen
Kleine-Spouwen, Rijkhoven, Membruggen, Herderen, Vlijtingen, Rosmeer